# Gobertal
Gobertal ist ein Ort im Bezirk Sankt Veit an der Glan in Kärnten (Österreich). Durch den Ort verläuft die Grenze zwischen den Gemeinden Guttaring und Hüttenberg, wodurch der Ort in zwei Ortschaften zerfällt: Die Ortschaft Gobertal in der Gemeinde Guttaring hat 12 Einwohner (Stand 1. Jänner 2024). Die Ortschaft Gobertal in der Gemeinde Hüttenberg hat 3 Einwohner (Stand 1. Jänner 2024). Der Ortsname leitet sich vermutlich vom Slowenischen koperni dol (= das Tal, wo Dille wächst) ab.

## Lage
Der Ort liegt im Nordosten des Bezirks Sankt Veit an der Glan, im Graben der Görtschitz, etwa drei Kilometer südlich des Ortszentrums von Hüttenberg, an der Görtschitztal Straße, an der Ostgrenze der Gemeinde Guttaring bzw. an der Südwestgrenze der Gemeinde Hüttenberg.
Zur Gemeinde Guttaring gehört der Hof Rabinger (Gobertal Nr. 4) rechts der Görtschitz, zur Gemeinde Hüttenberg gehört einige hundert Meter weiter südlich der Hof Neuwirth (Nr. 1) links der Görtschitz.

## Bevölkerungsentwicklung des gesamten Orts
Für den Ort ermittelte man folgende Einwohnerzahlen:
- 1869: 9 Häuser, 69 Einwohner
- 1880: 6 Häuser, 26 Einwohner
- 1890: 6 Häuser, 26 Einwohner
- 1900: 6 Häuser, 40 Einwohner
- 1910: 6 Häuser, 41 Einwohner
- 1923: 6 Häuser, 24 Einwohner
- 1934: 32 Einwohner
- 1961: 4 Häuser, 34 Einwohner
- 2001: 2 Gebäude (davon 2 mit Hauptwohnsitz) mit 2 Wohnungen; 12 Einwohner und 0 Nebenwohnsitzfälle; 3 Haushalte; 0 Arbeitsstätten, 2 land- und forstwirtschaftliche Betriebe
- 2011: 2 Gebäude, 10 Einwohner, 4 Haushalte, 0 Arbeitsstätten
- 2021: 2 Gebäude, 17 Einwohner, 4 Haushalte, 6 Arbeitsstätten

## Ortschaft Gobertal (Gemeinde Guttaring)
Die Ortschaft Gobertal in der Gemeinde Guttaring hat 12 Einwohner (Stand 1. Jänner 2024).

### Geschichte
Dieser auf dem Gebiet der Steuergemeinde Waitschach liegende Teil von Gobertal gehörte in der ersten Hälfte des 19. Jahrhunderts zum Steuerbezirk Althofen (Herrschaft und Landgericht) und kam 1850 an die Gemeinde Waitschach, bei deren Auflösung 1865 an die Gemeinde Guttaring.

### Bevölkerungsentwicklung
Für die Ortschaft ermittelte man folgende Einwohnerzahlen:
- 1869: 2 Häuser, 9 Einwohner[4]
- 1880: 4 Häuser, 15 Einwohner[5]
- 1890: 4 Häuser, 18 Einwohner[6]
- 1900: 4 Häuser, 29 Einwohner[7]
- 1910: 4 Häuser, 28 Einwohner[8]
- 1923: 4 Häuser, 16 Einwohner[9]
- 1934: 19 Einwohner[10]
- 1961: 2 Häuser, 19 Einwohner[11]
- 2001: 1 Gebäude (davon 1 mit Hauptwohnsitz) mit 1 Wohnung; 8 Einwohner und 0 Nebenwohnsitzfälle; 1 Haushalt; 0 Arbeitsstätten, 1 land- und forstwirtschaftlicher Betrieb[12]
- 2011: 1 Gebäude, 7 Einwohner, 2 Haushalte, 0 Arbeitsstätten[13]
- 2021: 1 Gebäude, 13 Einwohner, 2 Haushalte, 6 Arbeitsstätten[14]

Der Rabingerhof, der für Besichtigungen gegen Voranmeldung offen steht, wird als Biobauernhof mit Direktvermarktung (Rindfleisch, Eier, Kärntner Nudeln) geführt und bietet als Green-Care-Österreich-zertifizierter Betrieb Platz für Menschen mit Pflegebedarf.

## Ortschaft Gobertal (Gemeinde Hüttenberg)
Die Ortschaft Gobertal in der Gemeinde Hüttenberg hat 3 Einwohner (Stand 1. Jänner 2024).

### Geschichte
Dieser auf dem Gebiet der Steuergemeinde Knappenberg liegende Teil von Gobertal gehörte in der ersten Hälfte des 19. Jahrhunderts zum Steuerbezirk Althofen (Herrschaft und Landgericht) und kam 1850 an die Gemeinde Hüttenberg.

### Bevölkerungsentwicklung
Für die Ortschaft ermittelte man folgende Einwohnerzahlen:
- 1869: 7 Häuser, 60 Einwohner[4]
- 1880: 2 Häuser, 11 Einwohner[17]
- 1890: 2 Häuser, 8 Einwohner[18]
- 1900: 2 Häuser, 11 Einwohner[19]
- 1910: 2 Häuser, 13 Einwohner[20]
- 1923: 2 Häuser, 8 Einwohner[21]
- 1934: 13 Einwohner[22]
- 1961: 2 Häuser, 15 Einwohner[23]
- 2001: 1 Gebäude (davon 1 mit Hauptwohnsitz) mit 1 Wohnung und 2 Haushalten; 4 Einwohner und 0 Nebenwohnsitzfälle; 0 Arbeitsstätten, 1 land- und forstwirtschaftlicher Betrieb[24]
- 2011: 1 Gebäude, 3 Einwohner, 2 Haushalte, 0 Arbeitsstätten[13]
- 2021: 1 Gebäude, 4 Einwohner, 2 Haushalte, 0 Arbeitsstätten[14]